# Quan hệ giữa bản chất và hiện tượng
Bản chất và hiện tượng là cặp phạm trù trong phép biện chứng duy vật của chủ nghĩa Mác-Lenin và là một trong những nội dung của nguyên lý về mối liên hệ phổ biến dùng để chỉ mối quan hệ biện chứng giữa cái Bản chất là phạm trù chỉ sự tổng hợp tất cả những mặt, những mối liên hệ tất nhiên, tương đối ổn định bên trong sự vật, quy định sự vận động và phát triển của sự vật với Hiện tượng là phạm trù chỉ sự biểu hiện ra bên ngoài của bản chất. Nội dung về cặp phạm trù này đã được đưa vào chương trình giảng dạy của một số khối trường Đại học ở Việt Nam theo Quyết định của Bộ Giáo dục và Đào tạo.

## Quan điểm
Phạm trù bản chất gắn liền với phạm trù cái chung, nhưng không đồng nhất với cái chung. Có cái chung là bản chất, nhưng có cái chung không phải là bản chất. Phạm trù bản chất và phạm trù quy luật là cùng loại, hay cùng một bậc. Tuy nhiên bản chất và quy luật không đồng nhất với nhau. Mỗi quy luật thường chỉ biểu hiện một mặt, một khía cạnh nhất định của bản chất. Bản chất là tổng hợp của nhiều quy luật. Vì vậy phạm trù bản chất rộng hơn và phong phú hơn quy luật.
Bản chất và hiện tượng đều tồn tại một cách khách quan. Theo chủ nghĩa Marx-Lenin thì quan điểm duy tâm không thừa nhận hoặc không hiểu đúng sự tồn tại khách quan của bản chất và hiện tượng, họ cho rằng, bản chất không tồn tại thật sự, bản chất chỉ là tên gọi trống rỗng do con người bịa đặt ra, còn hiện tượng dù có tồn tại nhưng đó chỉ là tổng hợp những cảm giác của con người, chỉ tồn tại trong chủ quan con người. Những người theo chủ nghĩa duy tâm khách quan tuy thừa nhận sự tồn tại thực sự của bản chất nhưng đó không phải là của bản thân sự vật mà theo họ đó chỉ là những thực thể tinh thần.
Chủ nghĩa duy vật biện chứng của triết học Marx-Lenin cho rằng, cả bản chất và hiện tượng đều tồn tại khách quan là cái vốn có của sự vật không do ai sáng tạo ra, bởi vì sự vật nào cũng được tạo nên từ những yếu tố nhất định. Những yếu tố này liên kết với nhau bằng những mối liên hệ khách quan, đan xen, chằng chịt. Trong đó có những mối liên hệ tất nhiên tương đối ổn định. Những mối liên hệ tất nhiên đó tạo thành bản chất của sự vật. Vậy, bản chất là cái tồn tại khách quan gắn liền với sự vật còn hiện tượng là biểu hiện ra bên ngoài của bản chất, cũng là cái khách quan không phải do cảm giác của chủ quan con người quyết định.

## Mối liên hệ

### Sự thống nhất
Bản chất và hiện tượng thống nhất với nhau, chính nhờ sự thống nhất này mà người ta có thể tìm ra cái bản chất, tìm ra quy luật trong vô vàn các hiện tượng bên ngoài. Biểu hiện là:
Bản chất luôn luôn được bộc lộ ra qua hiện tượng, còn hiện tượng nào cũng là sự biểu hiện của bản chất ở mức độ nhất định. Không có bản chất nào tồn tại thuần túy ngoài hiện tượng; đồng thời cũng không có hiện tượng nào hoàn toàn không biểu hiện bản chất. Nhấn mạnh sự thống nhất này
| “       | Bản chất hiện ra. Hiện tượng là có tính bản chất | ” |
| — Lenin |                                                  |   |

Bản chất và hiện tượng về căn bản là phù hợp với nhau. Bản chất được bộc lộ ra ở những hiện tượng tương ứng. Bản chất nào thì có hiện tượng ấy, bản chất khác nhau sẽ bộc lộ ở những hiện tượng khác nhau. Bản chất thay đổi thì hiện tượng biểu hiện nó cũng thay đổi theo. Khi bản chất biến mất thì hiện tượng biểu hiện nó cũng mất theo.

### Tính mâu thuẫn
Bản chất và hiện tượng thống nhất với nhau, nhưng đây là sự thống nhất của hai mặt đối lập. Do vậy không phải bản chất và hiện tượng phù hợp nhau hoàn toàn mà luôn bao hàm cả sự mâu thuẫn nhau. 
| “         | Nếu hiện tượng và bản chất của sự vật là nhất trí với nhau thì tất thảy khoa học sẽ trở nên thừa | ” |
| — Các Mác |                                                                                                  |   |

Mâu thuẫn này thể hiện ở chỗ: 
- Bản chất phản ánh cái chung, cái tất yếu, quyết định sự tồn tại và phát triển của sự vật trong khi hiện tượng phản ánh cái riêng, cái cá biệt.
- Bản chất là mặt bên trong ẩn giấu sâu xa của hiện thực khách quan, còn hiện tượng là mặt bên ngoài của hiện thực khách quan đó. Bản chất không được biểu lộ hoàn toàn ở một hiện tượng mà biểu hiện ở rất nhiều hiện tượng khác nhau.
- Hiện tượng không biểu hiện hoàn toàn bản chất mà chỉ biểu hiện một khía cạnh của bản chất, biểu hiện bản chất dưới hình thức đã biến đổi, nhiều khi xuyên tạc bản chất hoặc phản ánh không đúng bản chất[9] (ví dụ: Hiện tượng khúc xạ, ảo ảnh).

Cùng một bản chất có thể biểu hiện ra ở nhiều hiện tượng khác nhau tùy theo sự thay đổi của điều kiện và hoàn cảnh. Vì vậy hiện tượng phong phú hơn bản chất, còn bản chất sâu sắc hơn hiện tượng. Bản chất là cái tương đối ổn định, ít biến đổi, còn hiện tượng là cái thường xuyên biến đổi.
| “           | Cái không bản chất, cái bề ngoài, cái trên mặt, thường biến mất, không bám "chắc", không "ngồi vững" bằng "bản chất" | ” |
| — V.I.Lenin | |   |

## Phương pháp luận
Muốn nhận thức được bản chất của sự vật phải xuất phát từ những sự vật, hiện tượng, quá trình thực tế vì lẽ rằng bản chất không tồn tại thuần túy mà tồn tại trong sự vật và biểu hiện qua hiện tượng. Bản chất của sự vật không được biểu hiện đầy đủ trong một hiện tượng nhất định nào và cũng biến đổi trong quá trình phát triển của sự vật. Do vậy phải phân tích, tổng hợp sự biến đổi của nhiều hiện tượng, nhất là những hiện tượng điển hình mới hiểu rõ được bản chất của sự vật. Nhận thức bản chất của sự vật là một quá trình phức tạp đi từ hiện tượng đến bản chất, từ bản chất ít sâu sắc đến bản chất sâu sắc hơn.
| “           | Tư tưởng của người ta đi sâu một cách vô hạn, từ hiện tượng đến bản chất, từ bản chất cấp một, nếu có thể nói như vậy, đến bản chất cấp hai, v.v., cứ như thế mãi | ” |
| — V.I.Lenin | |   |

Trong nhận thức không chỉ dừng lại ở hiện tượng mà phải tiến đến nhận thức được bản chất của sự vật. Còn trong hoạt động thực tiễn, phải dựa vào bản chất của sự vật để xác định phương thức hoạt động cải tạo sự vật không được dựa vào hiện tượng vì bản chất là cái tất nhiên, cái tương đối ổn định bên trong sự vật, quy định sự vận động phát triển của sự vật, còn hiện tượng là cái không ổn định, không quyết định sự vận động phát triển của sự vật.
Vì bản chất là cái tất nhiên, cái tương đối ổn định bên trong sự vật, quy định sự vận động phát triển của sự vật, còn hiện tượng là cái không ổn định, không quyết định sự vận động phát triển của sự vật. Do vậy nhận thức không chỉ dừng lại ở hiện tượng mà phải tiến đến nhận thức được bản chất của sự vật. Còn trong hoạt động thực tiễn, phải dựa vào bản chất của sự vật để xác định phương thức hoạt động cải tạo sự vật không được dựa vào hiện tượng hay xuyên tạc bản chất.